# Gūznān
Gūznān (persiska: گوزنان, گوزَنان) är en ort i Iran.   Den ligger i provinsen Kohgiluyeh och Buyer Ahmad, i den centrala delen av landet, 500 km söder om huvudstaden Teheran. Gūznān ligger 1 524 meter över havet och antalet invånare är 356.
Terrängen runt Gūznān är bergig åt nordväst, men åt sydost är den kuperad. Runt Gūznān är det ganska tätbefolkat, med 75 invånare per kvadratkilometer. Närmaste större samhälle är Mondān, 12,7 km sydväst om Gūznān. Omgivningarna runt Gūznān är i huvudsak ett öppet busklandskap.